# Il manicomio di Pechino
Il manicomio di Pechino è un romanzo autobiografico di Mario Tobino, scrittore e psichiatra italiano. La pubblicazione è avvenuta nel maggio del 1990. Il romanzo è l'ultimo pubblicato in vita dallo scrittore.
Nel 1990, con Il manicomio di Pechino, l'autore ha vinto il Premio letterario Elba.

## Storia editoriale
La stesura della prima redazione è coeva al periodo di ambientazione del romanzo e, dunque, risale a molti anni prima della pubblicazione, tra gli anni 1955 e 1956. Alcune notizie della stesura del testo si hanno poco dopo la scrittura di Le libere donne di Magliano, pubblicato nel 1953, ma nessun estratto di questo diario romanzato emerge in pubblicazioni successive. 
Il proposito originario di scrittura era probabilmente quello di proseguire la narrazione del diario dall'ospedale di Maggiano contenuta in Le libere donne di Magliano, che aveva da subito riscontrato una buona accoglienza da parte del pubblico. 
Dal 1955 al 1956 Tobino assume pro tempore la carica di direttore dell'ospedale, trovandosi in un punto di osservazione differente rispetto alla carica precedente da primario del settore femminile.
Il secondo "diario da Maggiano" avrebbe dovuto dunque completare il primo, già celebre, con la narrazione di altri aspetti della vita e della gestione dell'ospedale psichiatrico. 
L'obiettivo dello scrittore sarebbe stato quello di denunciare la lentezza burocratica e la lontananza delle scelte politiche dai reali bisogni dei malati:
fronte agli sperperi di denaro pubblico, al lucrare dei burocrati sulle spalle 
dei ‘suoi’ matti, agli scambi di favori, agli intrecci con la politica. In tal senso
emerge lo scrittore più illuminista e osservatore, che vorrebbe fare chiarezza
su quei meccanismi distorti che non fanno funzionare la macchina a pieno
regime, nella consapevolezza che basterebbe poco per ovviare a tali storture,
ai disavanzi, alle lungaggini, senza per questo dover abbattere l’intera
istituzione»
La forma del "diario", che viene esplicitamente adottata in questo volume, anche nel momento dell'edizione, è importante per comprendere tutta la scrittura di Tobino. Sono numerosi gli studi che riconducono tutta la sua opera a una rielaborazione del Diario quotidiano e ancora inedito, annotato per quaranta anni dallo scrittore. In esso Tobino, oltre a confrontarsi con i temi cardine della sua vita dentro e fuori Maggiano, trova il contenitore per la prima stesura di molte delle sue future opere. Egli arriva anche al punto di pensare a una pubblicazione dello stesso. Nel Meridiano dedicato a Mario Tobino è stato pubblicato uno stralcio del diario relativo all'anno 1950, mentre in appendice a Le libere donne di Magliano è possibile leggere il I° Quaderno del II° Maggiano, quaderno autonomo all'interno del diario giornaliero, in cui Tobino parla dell'accoglienza del romanzo del '53 e dei propositi successivi di scrittura.
Tuttavia, nessuna traccia del testo emerge nelle pubblicazioni successive, e il volume rimane sconosciuto fino al 1990.
Le prime notizie pubbliche dell'esistenza del testo appaiono nello stesso anno della pubblicazione, il 1990, in coincidenza con gli ottanta anni di Tobino. Già nel gennaio alcune notizie escono sui principali quotidiani nazionali. Il volume esce nel maggio, e l'accoglienza critica è varia e nazionalmente rilevante.

## Trama
L'autore, che per la narrazione assume il nome di Alfeo Ottaviani, scrive un diario che comprende il periodo tra il 21 settembre 1955 e il 15 agosto 1956. Nel periodo dichiarato, Ottaviani è direttore incaricato del manicomio di Lucca, ma sostiene che la vicenda si svolga a Pechino. 
Durante tutto il periodo dell'incarico, il direttore si impone perché ci sia un trattamento migliore per i malati. La cura del sonno è praticata su larga scala, per non ricorrere quasi mai all'elettroshock. Ma la cura è molto costosa e gli organi amministrativi provinciali non vedono di buon occhio la gestione di Ottaviani. Inoltre lui dà l'impulso per molte migliorie all'ambiente: vuole un giardino ben tenuto, una sala mensa per il personale, alcuni reparti con laboratori di sartoria e artigianato per i pazienti prossimi alla guarigione. In occasione del Natale, si allestisce un grande presepio che, sottoposto a un concorso, vince il primo premio. Vi hanno lavorato pazienti, guidati da artigiani che seguono volentieri le iniziative del direttore.
Sei mesi dopo, Ottaviani (che per tutti è un anticlericale) si impegna per la processione del Corpus Domini, alla quale invita gli infermieri in pensione e i frati che in passato avevano il loro convento dove ora c'è il manicomio. Tutto riesce molto bene ed è accolto con gratitudine dagli ex dipendenti, ma il direttore, in costante attrito con l'amministrazione, sa che si è fatto altri nemici. Il direttore in congedo, De Ambrosis, cerca di riprendere i contatti con il suo ruolo, ma Ottaviani gli dice apertamente che, o il direttore ritorna in servizio, oppure il responsabile è lui e si atterrà a quanto gli è richiesto. Intransigente, Ottaviani sostiene di esserlo per amore dei matti.
Per questo, quando a metà luglio De Ambrosis apprende che sarà sottoposto a una visita per appurare la sua idoneità a dirigere un manicomio, Ottaviani dice che vuole tornare a fare il primario, occuparsi di un reparto e non ambire in alcun modo alla carica. Raccomanda anzi che un suo stimato collega sia elevato alla direzione dell'istituto di cura. Ciò si svolge proprio in questo modo: Ottaviani sarà primario del reparto femminile, Alfonsine (il collega) direttore provvisorio, fino al concorso che nominerà il direttore definitivo. Ottaviani, appassionato di letteratura, ha dovuto accontentarsi del diario durante i mesi precedenti e ora, appagato e relativamente libero, ritrova tempo e voglia per la scrittura.
Il manicomio di Pechino si chiude con il commiato al periodo di direzione e allo stesso diario.

## Ricezione critica
Le prime notizie del testo appaiono nel gennaio del 1990 sui principali quotidiani nazionali, in occasione degli ottanta anni dell'autore. Le prime anticipazioni provengono da interviste allo scrittore e parlano del testo come del «libro a cui attendevo con indicibili sofferenze». Il ritrovamento dei «quaderni neri» viene annunciato il 19 maggio su “La Nazione” insieme alla prima testimonianza pubblica riguardo alla 
modalità di rinvenimento del diario: «Credevo di averli perduti questi quaderni – dice Tobino 
– li ritrovai in un baule di mia madre». 
La prima accoglienza critica del volume vede molteplici voci note nel panorama italiano, su testate famose. Le prime recensioni si concentrano soprattutto sui temi della critica alla politica e alla dislocazione a Pechino del diario lucchese. 
Nei mesi successivi all'uscita, invece, la critica si rivolge ad asplorare tematiche più ampie, come quella della psicofarmacologia, il tema più importante e attuale del libro, e quello della "comunità", un filo rosso di interesse fondamentale per comprendere tutti i contenuti della scrittura di Mario Tobino. Lo "stile della comunità", messo in luce dalla critica successiva proprio a questo volume, si riflette nelle opere di Tobino con la narrazione delle comunità di cui è stato parte e dei loro protagonisti, lo scorcio da cui dichiarare la propria visione dei rapporti e della società. La sua è una "comunità" non idilliaca ma necessaria ai bisogni umani concreti.

## Contesto storico e influenze culturali

### La psichiatria di Mario Tobino
I contenuti del volume sono di primaria importanza per comprendere uno spaccato della storia dell'ex Ospedale Psichiatrico di Maggiano, ora sede della Fondazione Mario Tobino, e del contesto storico-psichiatrico nazionale che da esso Tobino guarda.
Gli anni di ambientazione del diario sono cruciali per la comunità scientifica, per l'introduzione delle nuove cure farmacologiche, in affiancamento o sostituzione di quelle biologiche per gli internati nei manicomi.
Il manicomio di Pechino registra, dunque, da vicino il modo con cui queste nuove modalità di cura vennero recepite e applicate all'interno dell'ospedale di Lucca.
Tobino, in qualità di direttore, ha un atteggiamento prudente, e mentre denuncia gli effetti di cure come l'elettroshok, paragona i risultati di queste cure a quelli della recente "cura del sonno", a base di clorpromazina, sottolineandone la somiglianza.
I cambiamenti maggiori apportati all'ospedale riguardano l'assetto degli spazi del manicomio. L'interesse principale per Tobino è quello verso la quotidianità dei malati, del decoro e dell'apertura nei confronti della comunità circostante, gli abitanti della campagna lucchese. Il volume, per il sguardo inedito e per la quasi totale veridicità biografica, segna una tappa importante per comprendere la maturazione del pensiero psichiatrico di Tobino, sistematizzato anche attraverso la pagina letteraria.
La psichiatria di Tobino e l'operazione da lui compiuta soprattutto nei volumi Le libere donne di Magliano e Il manicomio di Pechino deve essere ascritta alla branca fenomenologica. Pur non essendosi mai dichiarato afferente a nessuna scuola medica, Tobino ha una visione originale e precisa nell'approccio alla malattia e soprattutto al malato, dichiarato nella sua tesi di specializzazione, nel diario e nei romanzi "manicomiali". A partire dai più recenti studi sulla sua biografia e sulla sua opera, Eugenio Borgna ha per primo dichiarato Mario Tobino uno psichiatra "fenomenologo":
ermeneutica, è stata quest’ultima a sigillare il suo modo di
vivere la follia: nella sua umanità e nella sua fragilità, nella sua originalità e nella sua creatività. Nella storia della psichiatria italiana, divorata costantemente dall’assimilazione alla neurologia, solo i lavori di Ferdinando Barison,
di Danilo Cargnello e di G.E. Morselli si possono accompagnare a quelli di Tobino nell’intravedere e nel descrivere
i mondi della follia nella loro connotazione umana e fenomenologica.»

### Il rapporto con Franco Basaglia
Pochi anni prima dell'uscita del volume, Mario Tobino e il suo libro Gli ultimi giorni di Magliano, erano stati al centro del dibattito sulla Legge Basaglia, del 1978, che avrebbe visto la progressiva chiusura degli ospedali psichiatrici.
Pur nella vicinanza di opinioni riguardo al rapporto con i malati e nell'approccio psichiatrico, il dibattito tra Franco Basaglia e Mario Tobino rimane celebre e si esplicita in numerosi articoli apparsi sui quotidiani nazionali da metà degli anni '70. Tobino, infatti:
Anche dopo la promulgazione della legge e la morte di Basaglia, Tobino continua a denunciare le sorti dei pazienti e le problematiche sorte all'indomani delle prime applicazioni della legge nelle comunità locali a lui conosciute.

## Edizioni
- Il manicomio di Pechino, Collana Varia di letteratura, Milano, Mondadori, 1990, ISBN 978-88-043-3540-5.
- Il manicomio di Pechino, Introduzione di Valeria Paola Babini, Collana Oscar Moderni, Milano, Mondadori, 2023, ISBN 978-88-047-6456-4.